# 盧米埃爾峰
65°18′S 64°3′W / 65.300°S 64.050°W
盧米埃爾峰（Lumière Peak），是南極洲的山峰，位於葛拉漢地西岸的丹科海岸，處於圖森角東南面6公里，海拔高度1,065米，由讓-巴蒂斯特·夏古率領的法國探險隊發現，現時由南極條約體系管理。